# Nato per uccidere (Hasford)
Nato per uccidere (The Short-Timers) (1979) è un romanzo parzialmente autobiografico di Gustav Hasford, un ex marine, che ne narra l'esperienza della guerra del Vietnam. Trasposto nel film Full Metal Jacket diretto da Stanley Kubrick e sceneggiato parzialmente dallo stesso Hasford, il libro ha avuto un seguito (nel 1990) con The Phantom Blooper, secondo episodio di una progettata trilogia sul Vietnam, che la morte di Hasford non permetterà di realizzare.

## Trama
Il libro è diviso in tre sezioni.
Nella prima, Lo spirito della baionetta, vi è una cronaca del periodo di addestramento del soldato James Davis (Joker) nel relativo reparto di formazione dei marines, dove il sergente istruttore Gerheim "spezza" il carattere dei suoi uomini, al dichiarato intento di farne dei "brutali killer". In questo contesto Joker ha modo di manifestare la propria amicizia ai soldati Cowboy e Pyle: la totale inettitudine e debolezza di carattere di quest'ultimo, semplice campagnolo, lo portano al collasso nervoso e, in un'esplosione finale di pazzia, all'omicidio di Gerheim, seguito dal suicidio, puntando fatalmente l'arma contro sé stesso. Joker sconvolto abbandona la scena e torna in branda. Questa sezione è scritta in uno stile molto semplice e crudo.
Nella seconda, Conta dei corpi, si descrive il lavoro di Joker come corrispondente di guerra, presso Huế, dove incontra Rafter Man, il suo fotografo, e - durante la visione del controverso film Berretti verdi - ritrova il suo vecchio amico Cowboy , combattente in prima linea, divenuto vice-comandante di squadra. Presso Hué Joker assiste all'uccisione di un bufalo acquatico - vitale per le famiglie contadine locali - a causa di un carroarmato condotto da militari disinvolti. In seguito durante un combattimento Joker resta colpito dallo spostamento d'aria causato da un RPG, il quale stordimento gli dà il pretesto per narrare una digressione consistente in un sogno psichedelico. Dopo aver ripreso conoscenza, Joker comprende che il comandante di squadra, Crazy Earl, è caduto in azione, sembra dopo essere impazzito ed aver tentato di espugnare una postazione di mitragliatrice dei Vietcong armato di un suo fucile ad aria compressa. Successivamente, Joker e Rafter Man affrontano un tiratore scelto che ha ucciso T.H.E. Rock e l'intera squadra Hardass. Lo scontro si conclude con la prima "vittima accertata" di Rafter Man ed il lieve ferimento di Cowboy. Epilogo tragico del capitolo con Rafterman travolto ed ucciso dallo stesso carroarmato menzionato sopra. Lo stile di questa sezione è più complesso di quello della precedente.
Nella terza parte, Naioni, Joker è stato radiato dall'unità giornalistica - oramai stufo di scrivere testimonianze di guerra puntualmente censurate - e "degradato" a soldato di fanteria. Joker partecipa ad una missione presso Khe Sanh assieme alla squadra di Cowboy quando si trovano nella giungla alle prese con un nuovo Cecchino, che ferisce a più riprese "Alice", "Doc Jay" e "New Guy". Il comandante di compagnia è uscito di senno, farfuglia alla rice-trasmittente "Solo tu puoi impedire che la foresta vada a fuoco". "Cowboy", oramai al comando, decide di far ritirare la squadra piuttosto che sacrificare altre vite nel tentativo di salvare i feriti. "Animal Mother" - mitragliere, stupratore di adolescenti vietnamite, coscritto in alternativa ad una condanna per furto d'auto - minaccia "Cowboy" per tanta codardia il quale è costretto a precipitarsi sui tre feriti oramai moribondi e finirli con un colpo alla testa. Anch'egli ferito mortalmente opta per il suicidio quando il cecchino gli strappa la pistola di mano. Joker capisce quel che deve fare con il suo migliore amico e gli trapassa la testa con un colpo di fucile. La sezione è scritta in uno stile ancora più complesso, ma non indugia più a descrivere i pensieri interiori di Joker.

## Adattamento cinematografico
Secondo Kubrick l'opera di Hasford è «un libro molto breve, scritto splendidamente in modo molto conciso».
La prima sezione del libro (Lo spirito della baionetta) è riprodotta assai fedelmente nel film. Vi sono solo marginali differenze, eccettuato il tragico epilogo del tartassato soldato Pyle. Oramai stimato dal sergente per le sue doti di tiratore ("dovrebbero farlo generale"), il soldato non solo parla al suo M14, ma è convinto che esso sia sua moglie Cherline. L'uccisione del suo superiore diviene un delitto passionale per gelosia.
Le rimanenti due parti si fondono nella seconda parte della pellicola. Qui, la scena della battaglia è Hue: i protagonisti catturano un cecchino, sebbene la descrizione effettiva degli eventi richiami lo scontro con lo sniper di "Naioni". Anche i dialoghi della seconda parte del film "assemblano" dialoghi della seconda e della terza sezione del libro.
Molti episodi importanti non sono riportati nell'adattamento cinematografico: Joker e la sua squadra al cinema, la strage dei topi al campo, la crisi di cannibalismo di Rafter Man, che si mangia brandelli di un suo compagno dilaniato da una bomba, nonché l'origine del suo soprannome. Mancano gli incontri con il carrarmato fatale. Nel film Joker viene redarguito dal Colonnello "Poge" perché indossa la famosa spilla pacifista. Nel libro l'incontro avviene durante lo stato di stordimento, dove il superiore appare sotto forma di vampiro e lo segnalerà alla Commissione Disciplinare.
I nomi reali del Sergente istruttore e di "Pyle" sono mutati.

## Edizioni
- Gustav Hasford, The Short-Timers, Harper and Row,  p. 192, ISBN 0-553-17152-6.
- Gustav Hasford, Nato per uccidere, Bompiani, 1987,  p. 192, ISBN 88-452-1344-7.